# 應報理論
應報，或译为應報理論、應報主義或應報式正義(英語：Retributive Justice)是刑罰學的理論之一，認為因果報應是自然的理性，而刑罰的理由即僅只是犯罪的應報。在刑罰理論中，通常亦等同於絕對理論。

## 內涵
應報理論的根源「應報思想」是人類社會中相當古老的思想，「以眼還眼，以牙還牙，以手還手，以腳還腳。」或是「殺人償命」的說法，就是這種思想的體現。但近代應報理論的主張已經與應報思想有別，該理論認為刑罰的目的在於平衡行為人行為所產生的罪責，以實現正義。換句話說，應報理論認為刑罰的目的是為了使社會正义回復犯罪前的狀態。基此，應報理論所強調的重點就是「刑罰必須與罪責相等」，也就是罪責原則。由於應報理論著眼於犯罪事實，因此可以說其注重的是過去所發生的行為，而不是這個行為結果是由誰造成的。
應報理論的代表人物是兩位德國哲學家：康德和黑格爾，黑格爾認為應報理論具有邏輯辯證上的必要性，蓋「犯罪是行為人對法律的否定，而刑罰則是對法律否定的再否定（德語：Negation der Negation）」。亦即：犯人否定法律，國家用刑罰否定犯人，藉此聲明法律仍是對的，犯人才是錯的。
雖然在中文文獻上，有學者將應報理論翻譯成「報應理論」，但不管中文翻譯為何，本質上都和中文「報應」、「報復」的意義不同。應報理論所強調的，是刑罰不能超過行為人的罪責。

## 興衰更迭
自19世紀以來，在犯罪學上，應報理論為古典學派所採，與之相對的是實證學派所採取的預防理論。
1960-1970年代，犯罪學的社會學派鑑於犯罪預防措施無效的實證研究，又逐漸走回應報理論（稱為新應報理論或新古典主義），以及與應報有所區別，但同樣出於矯治失望的「威嚇理論」。此一轉折並帶動了以美國為首，自1975年左右開始、迄今更因恐怖主義而越演越烈的「重刑化」浪潮，美國著名的「三振出局法」、「潔西卡法案」、「愛國者法案」都出於此思潮。
而自1982年元洲街邨安安幼稚園斬人案發生後，香港政府對精神病患者犯罪判刑，亦酌取新古典主義觀念，主要是大幅提高被判無限期醫院令犯人假釋的門檻（實際上變成終身監禁且一般不得假釋；就算獲假釋，若犯人因病發再次犯案，擔保人及負責醫生將一併被控發假誓），以保障社會安寧。因此，無限期醫院令成為香港在停止執行繯首死刑後，法庭可判處的最高刑罰，較一般終身監禁為重。
中華民國在進入21世紀後也感染了此風潮，例如民國95年7月1日生效的刑法修正案採取「寬嚴並進的刑事政策」，這十幾年間三番兩次提高強制性交罪、醉態駕駛罪、肇事逃逸罪等等的刑度，都是社會在對矯治預防成效失望之際所採取的自我防衛策略。
大約自1980年代中葉開始，一些司法人員和被害者團體開始注意到被害人於傳統的刑事訴訟中不被重視的境況。為了促使被害人及其家屬的傷痛被國家重視，為了讓犯人認識他造成被害人怎樣的傷害，給犯人道歉或彌補的機會，所以在加拿大、紐西蘭等地開始仿傚當地原住民的風俗，試行修復式正義。這是有別於將重點置於犯人身上的應報理論和預防理論，開始重視被害人的刑事司法新模式；然而，不是所有的案件都適合修復式正義，對於一些案件，修復式正義反而會造成更大的不義，對受害者造成更多的傷害。

## 註腳
1. 1 2  但實際上，自1950年代以來，犯罪學上與社會學派立場不同的心理學派，就不斷有實證研究指出矯治的效果與矯治成功的條件，讓人得以不斷精進矯治的理論和技術。所以新應報理論和嚇阻理論的抬頭，可說是基於社會學派對心理學進步的眼盲。詳細的辯正見：Andrews, Donald Authur; Bonta, James. .  5. Amsterdam, Boston et al.: Anderson Publishing, Lexis Nexis. 2010. ISBN 978-1-4224-6329-1 （英语）.
2. ↑  許福生. . 中華民國法務部. 2005-11-29  [2013-08-09]. （原始内容存档于2015-04-20）.

## 參閱
- 以眼還眼
- 嚇阻理論
- 修復式正義
- 正義
- 復仇

## 外部連結
- Jewish Encyclopedia: Retaliation （页面存档备份，存于）
- Jakob Stehle: Lex Talionis （页面存档备份，存于）
- Brigitte Gensch: „Auge für Auge“ – nicht „Auge um Auge“ （页面存档备份，存于）
- Manfred Oeming, Universität Heidelberg: Auge um Auge, Zahn um Zahn (2003) （页面存档备份，存于）
- Regina Goebel: Das Strafrecht der Schari’a （页面存档备份，存于）
- Detlef Kraus: Schuld im Strafrecht. Antrittsvorlesung 1992 （页面存档备份，存于） (PDF; 70 kB)